# Меньшовское
Меньшовское — деревня в Вологодском районе Вологодской области.
Входит в состав Новленского сельского поселения (с 1 января 2006 года по 8 апреля 2009 года входила в Березниковское сельское поселение), с точки зрения административно-территориального деления — в Березниковский сельсовет.
Расстояние до районного центра Вологды по автодороге — 98 км, до центра муниципального образования Новленского по прямой — 17 км. Ближайшие населённые пункты — Воронино, Бобровское, Билибино, Минино, Кобелево, Погост Еленга, Лукинское.
По переписи 2002 года население — 27 человек (12 мужчин, 15 женщин). Всё население — русские.